# Чиж, Георгий Прокофьевич
Георгий Прокофьевич Чиж (1876—1951) — советский учёный и писатель.

## Биография
Получил среднее образование в Варшаве, и в 1899 окончил юридический факультет Варшавского университета. Стал преподавателем истории и географии на польских высших женских курсах, позднее преподавал эти предметы в Суворовском кадетском корпусе и в Варшавском реальном училище. В кадетском корпусе возник нелегальный революционный кружок учащихся, вскоре раскрытый начальством. Г. П. Чиж публично выступил в защиту участников кружка, уволенных из корпуса и ученики были возвращены в корпус под давлением общественных кругов; однако преподавателю пришлось переменить род деятельности. Служба в варшавском коммерческом суде помогла ему обогатить свои знания в области экономики промышленности. В 1916 году начинает работать в правлении заводов «Гусь-Хрустальный». После Октябрьской революции при национализации предприятий он, будучи уполномочен рабочими и служащими, отправляется в Москву ходатайствовать о пуске заводов и добивается успеха. Вскоре он начинает работать в ВСНХ, где ему пришлось соприкоснуться с торфодобычей, которая его заинтересовала настолько, что он поступил в Торфяную академию, проявляя трудолюбие, делает много полезного для страны в этой новой для него области. В 1929 вступил в экономическую группу Ангарстроя и занялся проблемами освоения природных богатств, прежде всего лесных, в Иркутской области. С 1931 по 1934 читает лекции в качестве доцента в Московском государственном университете, затем участвует в экспедициях, изучающих природные богатства Восточной Сибири. После 1935 принимает участие в разработке экономических перспектив Большой Волги.

## Публикации
- Чиж Г. П. К неведомым берегам. Молодая гвардия, 1962.[1]

Написал 34 научные работы об использовании природных сокровищ СССР. Получил 15 охранных свидетельств на различные изобретения, среди которых реконструкция ткацкого станка, коренные улучшения деревообрабатывающих станков.